# ФК Ибар Матарушка Бања
ФК Ибар је фудбалски клуб из Матарушке Бање, основан 1956. године. Тренутно се такмичи у Рашкој окружној лиги, петом такмичарском нивоу српског фудбала.

## Историјат
Фудбалски клуб Ибар из Матарушке Бање основан је 26. септембра 1956. године. Такмичио се све до 1965. године када је прекинуо са радом, а поново је обновљен 1971. године. 
Био је учесник у готово свим такмичењима, почевши од општинске лиге Краљево па све до Зонског степена такмичења. Клуб је био дугогодишњи зонаш, а последњи пут се такмичио у Шумадијској зони у сезони 2004/05 када је заузео 16 место од 18 клубова и испао у окружну лигу. Од тада је стабилан члан Рашке окружне лиге и углавном заузима високе позиције. У периоду од 2011. до 2016. године завршавао је у првих 5 у лиги.
Утакмице игра на терену Спортског центра „Ибар” који је саграђен 1977. године. Налази се уз саму обалу реке Ибар у предивном амбијенту. За Ибар углавном играју играчи из Матарушке Бање.

## Новији резултати
| Сезона   | Ранг | Лига               | Позиција | ИГ | Д  | Н  | П  | ГД | ГП | ГР  | Бод     |
| -------- | ---- | ------------------ | -------- | -- | -- | -- | -- | -- | -- | --- | ------- |
| 2010/11. | 5    | Рашка окружна лига | 8.       | 30 | 12 | 7  | 11 | 48 | 49 | -1  | 43      |
| 2011/12. | 5    | Рашка окружна лига | 5.       | 28 | 12 | 6  | 10 | 59 | 52 | +7  | 42      |
| 2012/13. | 5    | Рашка окружна лига | 5.       | 30 | 13 | 6  | 11 | 50 | 41 | +9  | 45      |
| 2013/14. | 5    | Рашка окружна лига | 4.       | 30 | 15 | 4  | 11 | 61 | 44 | +17 | 49      |
| 2014/15. | 5    | Рашка окружна лига | 5.       | 30 | 12 | 10 | 18 | 42 | 31 | +11 | 45 (-1) |
| 2015/16. | 5    | Рашка окружна лига | 5.       | 30 | 11 | 10 | 9  | 37 | 42 | -5  | 43      |
| 2016/17. | 5    | Рашка окружна лига | 9.       | 30 | 10 | 11 | 9  | 49 | 42 | +7  | 41      |
| 2017/18. | 5    | Рашка окружна лига | 7.       | 30 | 11 | 6  | 13 | 38 | 46 | -6  | 39      |
| 2018/19. | 5    | Рашка окружна лига | 9.       | 30 | 11 | 7  | 12 | 36 | 40 | -4  | 40      |
| 2019/20. | 5    | Рашка окружна лига | 10.1     | 16 | 6  | 2  | 8  | 27 | 26 | +1  | 20      |
| 2020/21. | 5    | Рашка окружна лига | 10.      | 30 | 12 | 5  | 13 | 46 | 47 | -1  | 41      |
| 2021/22. | 5    | Рашка окружна лига | 9.       | 30 | 11 | 7  | 12 | 41 | 38 | +3  | 40      |
| 2022/23. | 5    | Рашка окружна лига | 2.       | 26 | 13 | 5  | 8  | 46 | 29 | +17 | 44      |
| 2023/24. | 5    | Рашка окружна лига | 9.       | 24 | 8  | 5  | 11 | 32 | 40 | -8  | 29      |

- 1  Сезона прекинута након 16 кола због пандемије Корона вируса